# Attagenus turcomanus
Attagenus turcomanus là một loài bọ cánh cứng trong họ Dermestidae. Loài này được Zhantiev miêu tả khoa học năm 1963.